# كارغران (خدا أفرين)
كارغران هي قرية في مقاطعة خدا أفرين، إيران. عدد سكان هذه القرية هو 26 في سنة 2006.